# エルンスト・エブスター
エルンスト・エブスター（Ernst Öbster, 1984年3月17日 - ）は、オーストリア・ビショフスホーフェン出身の元サッカー選手、サッカー指導者。現役時代のポジションはミッドフィールダー。

## 経歴
2001年にアマチュアクラブのSKビショフスホーフェンからレッドブル・ザルツブルクの前身である当時のSVアウストリア・ザルツブルクへ移籍。17歳でオーストリア・ブンデスリーガデビューを果たす。
2003年に当時エルステリーガ（オーストリア2部）に属していたLASKリンツにレンタル移籍。左サイドの中盤でレギュラー選手として28試合に出場、2得点を記録する。2004年からは再びアウストリア・ザルツブルクでプレーを続けるが、レッドブル社の買収により新たにレッドブル・ザルツブルクに生まれ変わったチームではポジションが無く、以降は同チームのサテライトチームでプレー。
2008年、コー・アドリアーンセ新監督就任に伴い、同クラブトップチームでのカムバックを果たした。2009年はMLSのニューヨーク・レッドブルズでプレーし、翌年より国内へ復帰している。

## タイトル
RBザルツブルク・Jrs
- オーストリア・レギオナルリーガ西部（英語版） : 2006-07

RBザルツブルク
- オーストリア・ブンデスリーガ : 2006-07, 2008-09

グレーディヒ
- エアステリーガ : 2012-13

LASK
- オーストリア・レギオナルリーガ中部（英語版） : 2013-14

アウストリア・ザルツブルク
- オーストリア・レギオナルリーガ西部 : 2014-15